# V Korpus Wielkiej Armii ks. Józefa Poniatowskiego

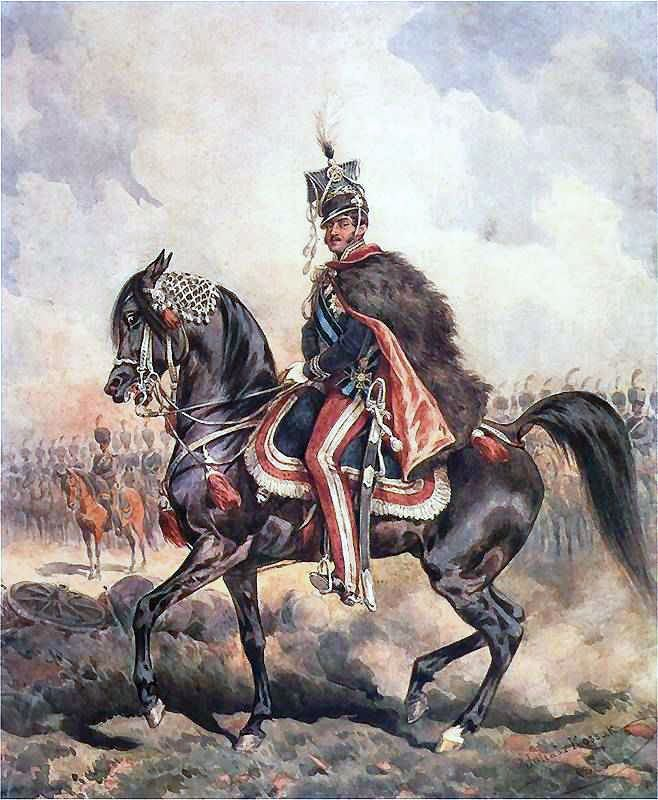
Książę Józef Poniatowski, dowódca V Korpusu Wielkiej Armii. Portret księcia Józefa na koniu, Juliusz Kossak, 1879

V Korpus (Polski) Wielkiej Armii – największa polska formacja wojskowa w wojnie z 1812 roku powołana dekretem Napoleona z 3 maja 1812.
Korpus liczył około 32 000 żołnierzy (inne źródła 36 tys.) i posiadał ok. 70 dział.

## Struktura organizacyjna

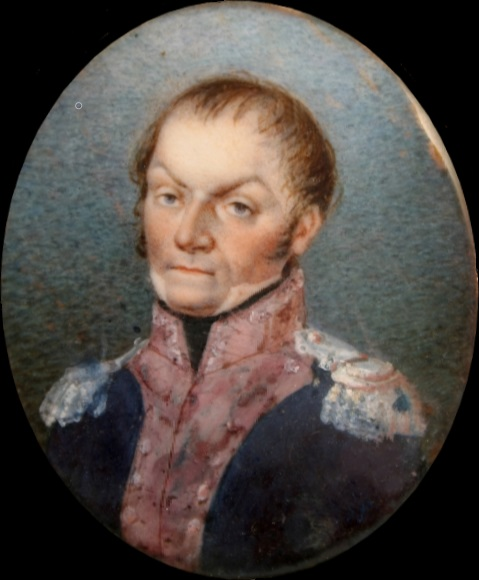
Generał Józef Zajączek

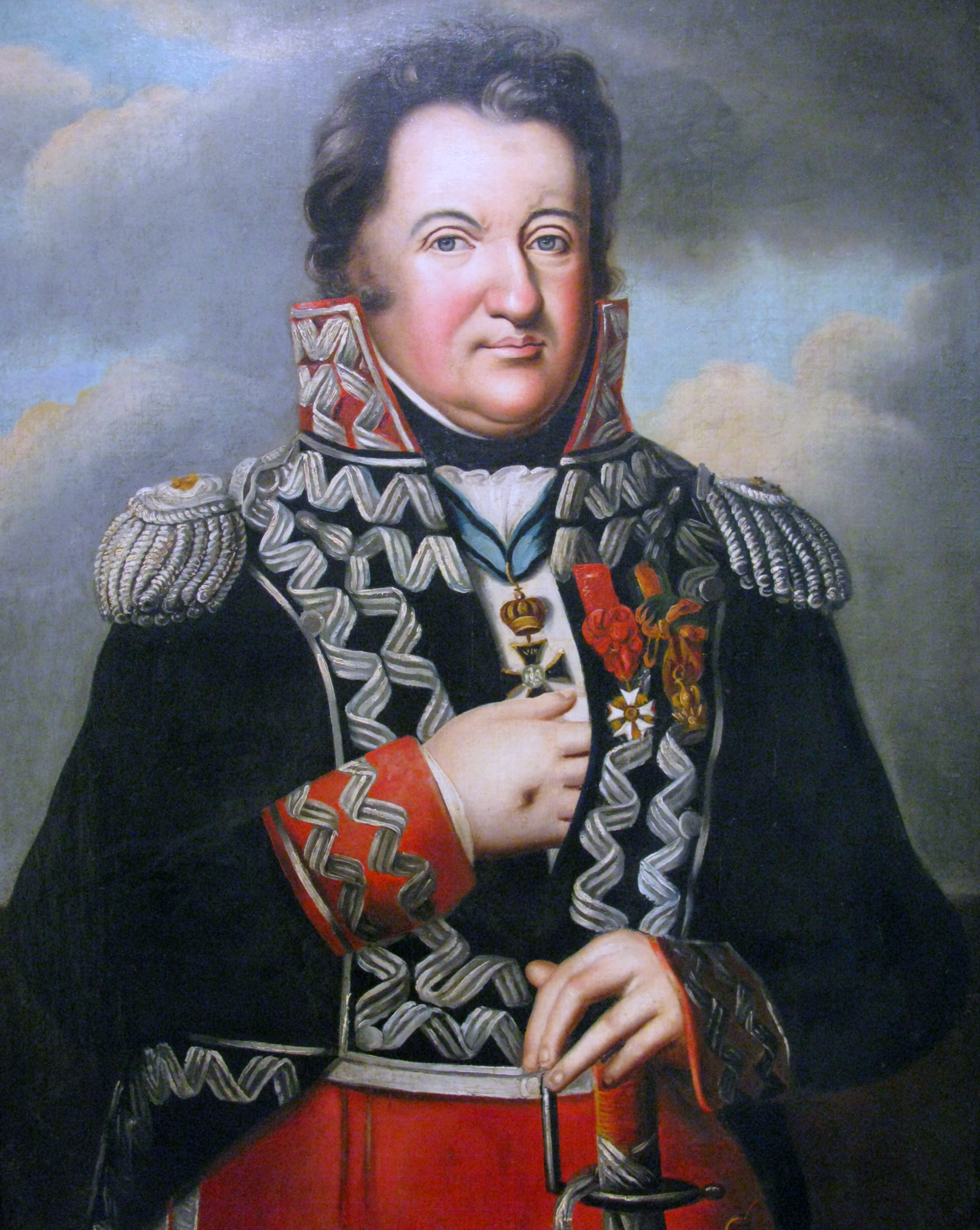
Jan Henryk Dąbrowski

- dowódca korpusu – książę Józef Poniatowski. Od 12 listopada 1812, na skutek rany księcia Poniatowskiego, dowództwo przejął gen. Józef Zajączek.

Sztab:
- szef  sztabu korpusu – gen. Stanisław Fiszer; do czasu, gdy został śmiertelnie ranny w bitwie pod Tarutinem.
- dowódca artylerii korpusu – gen. Jean Pelletier
- szef wojsk inżynieryjnych – gen. Jean-Baptiste Mallet de Grandville.

Razem sztab korpusu liczył dwóch generałów i 64 oficerów.
Oddziały:
- 16 Dywizja – gen. Józef Zajączek (potem gen. Izydor Krasiński i Franciszek Paszkowski)
  - Brygada  – gen. Stanisław Mielżyński[2]
    - 3 pułk piechoty
    - 15 pułk piechoty

  - Brygada – gen. Franciszek Paszkowski[2]
    - 16 pułk piechoty

  - 18 Brygada Jazdy – gen. Michał Ignacy Kamieński
    - 2 pułk ułanów
    - 4 Pułk Strzelców Konnych
- 17 Dywizja – gen. Jan Henryk Dąbrowski
  - Brygada – gen. Edward Żółtowski[2]
    - 1 pułk piechoty
    - 6 pułk piechoty

  - Brygada – gen. Czesław Pakosz[2]
    - 14 pułk piechoty
    - 17 pułk piechoty

  - Brygada Jazdy – gen. Tadeusz Tyszkiewicz
    - 1 Pułk Strzelców Konnych
    - 15 pułk ułanów
- 18 Dywizja gen. Ludwika Kamienieckiego
  - Brygada – gen. Michał Grabowski[3]
    - 2 pułk piechoty
    - 8 pułk piechoty

  - Brygada – gen. Stanisław Potocki[3]
    - 12 pułk piechoty

  - 20 Brygada Jazdy – gen. Antoni Paweł Sułkowski
    - 5 Pułk Strzelców Konnych
    - 13 pułk huzarów
- artyleria korpuśna – płk Górski
- saperzy korpusu
- 16 batalion pociągów

Trzy ww. brygady jazdy utworzyły następnie dywizję jazdy, której dowództwo powierzono gen. Michałowi Ignacemu Kamieńskiemu.

## Działania zbrojne

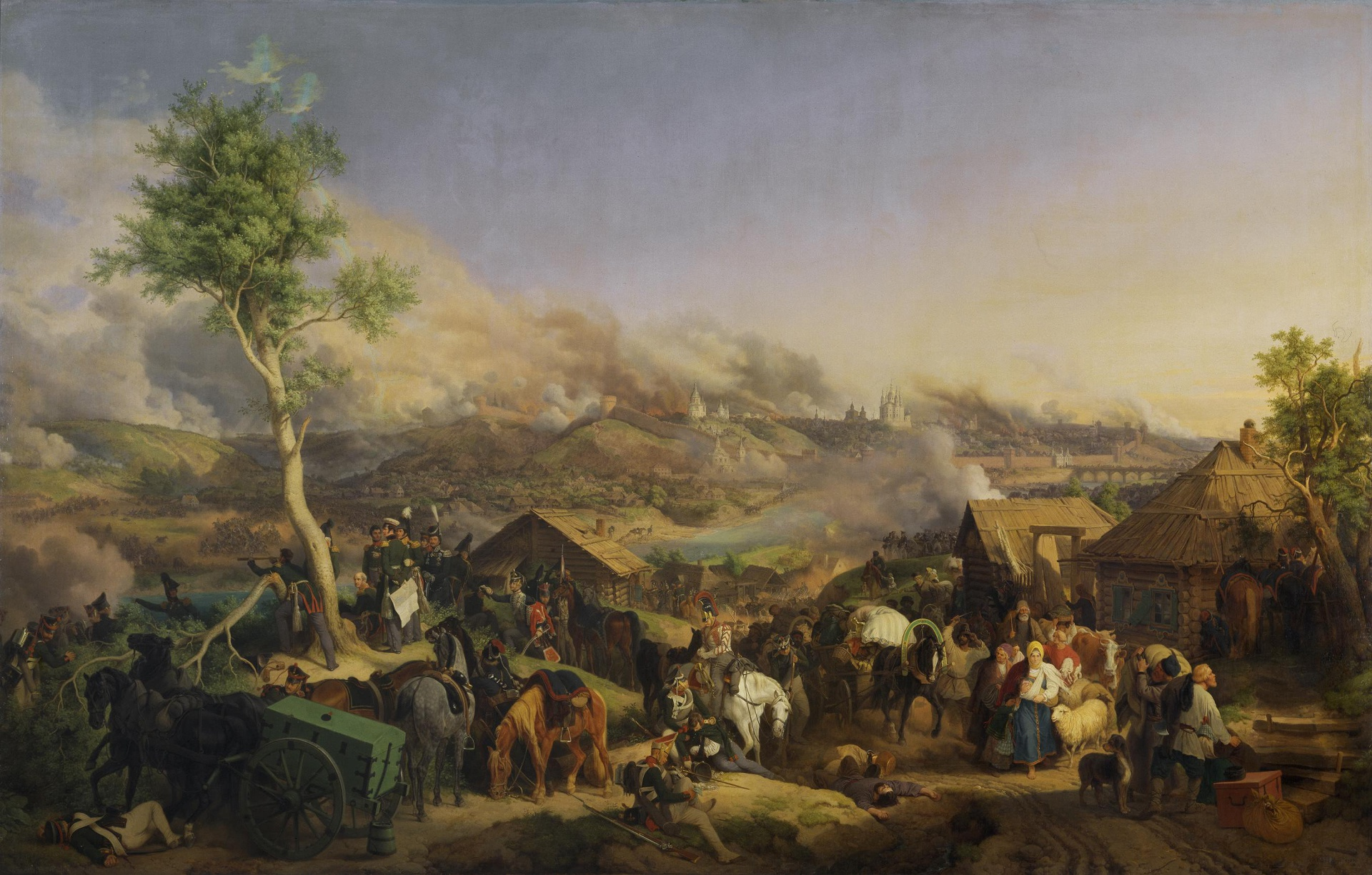
Bitwa pod Smoleńskiem

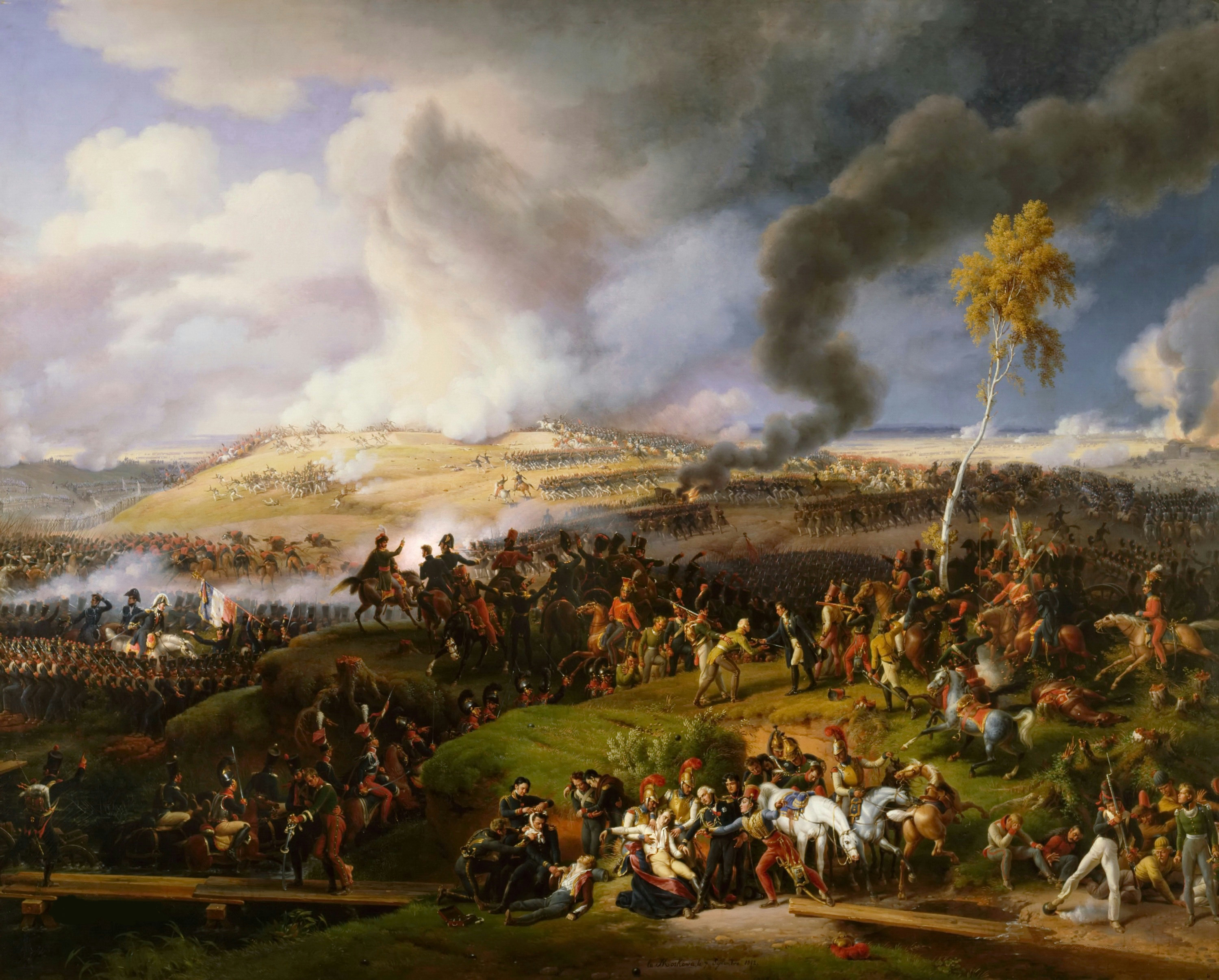
Bitwa pod Borodino.

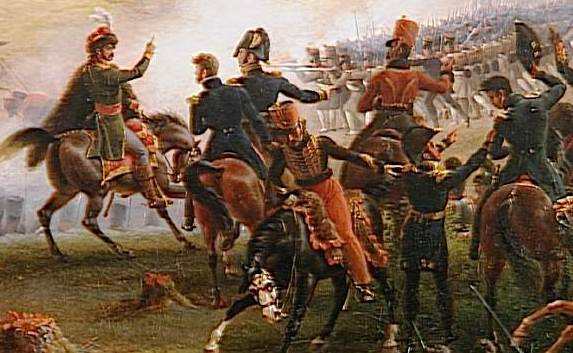
Oddziały Joachima Murata w Moskwie (1812).

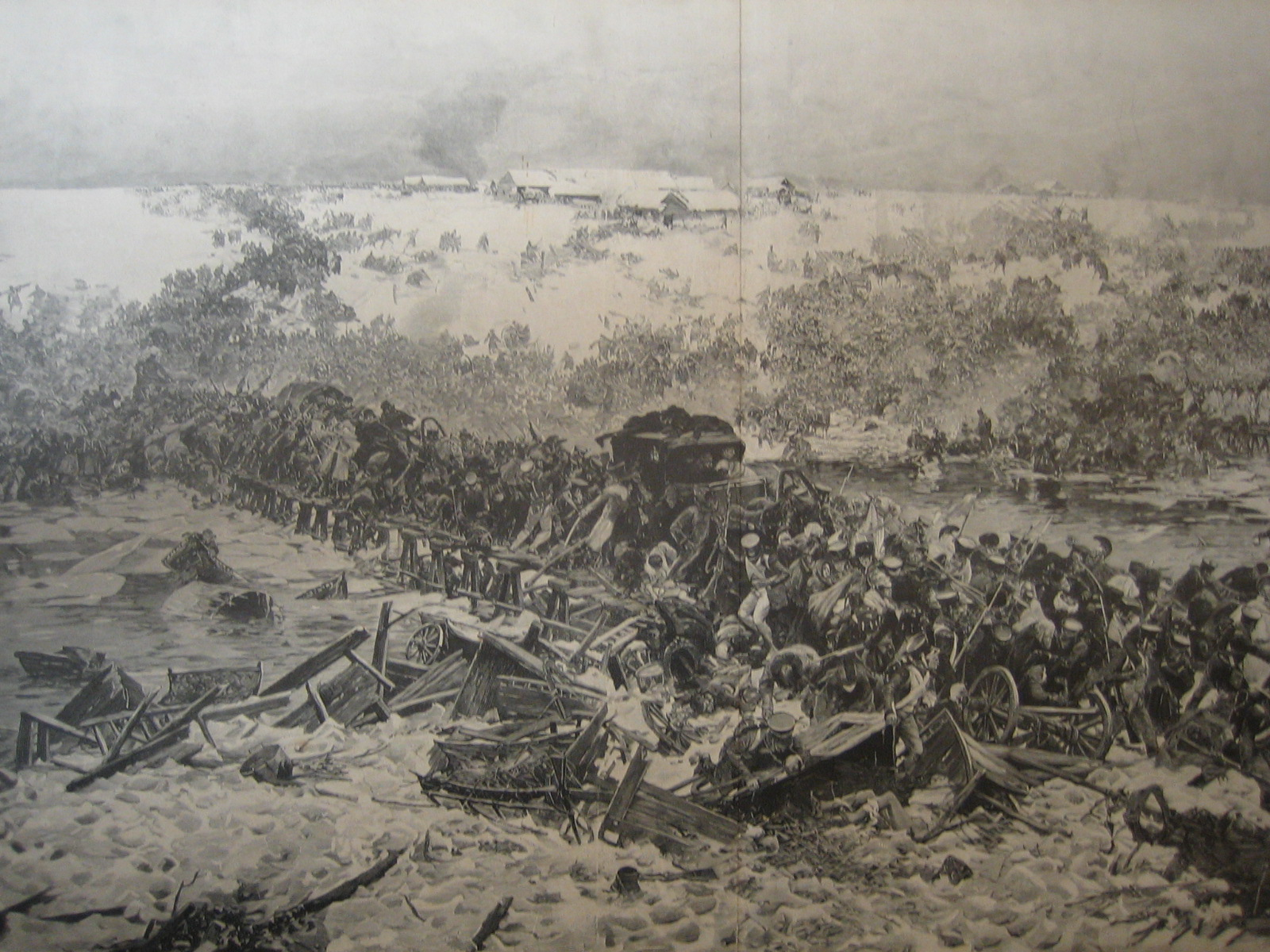
Odwrót spod Berezyny,
obraz Juliana Fałata

V Korpus uczestniczy w operacjach prawego skrzydła Wielkiej Armii, zdobyciu Grodna i źle zorganizowanym pościgu za rosyjską 2 Armią księcia Bagrationa. Straty marszowe korpusu sięgają ⅓ stanów osobowych. Jego oddziały osiągają jednak Dniepr i reorganizują się pod Mohylewem.
W sierpniu 1812 maszerując na  Smoleńsk korpus polski (bez dywizji Dąbrowskiego przegrupowanej w rejon Bobrujska) stanowi prawą boczną kolumnę marszową. W bitwie smoleńskiej 17 sierpnia z armią Barclaya korpus wykonuje atak ze skrzydła i odcina Rosjan od mostów. W walce o miasto ginie gen. Grabowski, a gen. Zajączek jest ranny. W nocy piechota polska jako pierwsza wchodzi do płonącego Smoleńska.
W marszu na Moskwę korpus polski stanowi nadal prawą kolumnę. 5 września wychodzi na lewe, wysunięte skrzydło armii rosyjskich, dowodzonych przez Kutuzowa. Wojska przeciwnika przyjęły ugrupowanie bojowe i stały gotowe do bitwy pod wsią  Borodino.
7 września Napoleon postawił Poniatowskiemu zadanie obejścia ugrupowania rosyjskiego starym traktem smoleńskim przez wieś Utica i wyjścia na tyły lewego skrzydła przeciwnika.
Po krótkim odpoczynku w Moskwie V Korpus rozpoczął pościg za armiami Kutuzowa. Te, wycofując się, zeszły z traktu riazańskiego na kałużski stwarzając zagrożenie odcięcia dróg zaopatrzenia i odwrotu dla całej Wielkiej Armii. Napoleon zlecił V korpusowi przegrupować się pod Podolsk i tym samym zmusić Rosjan do walnej bitwy. Pod Czyrykowem miała miejsce "druga polska bitwa" (po smoleńskiej).
W następnych dniach bił się korpus w bitwie pod Winkowem (Tarutinem), gdzie 2 pułk piechoty uratował od niechybnej niewoli "cara francuskiej jazdy" króla Joachima Murata.
W odwrocie rola wojsk polskich jeszcze wzrasta. Biją się one pod Wiaźmą i pod Krasnem. Nad Berezyną szczątki korpusu (800 ludzi, ale prawie cała artyleria) łączą się z dywizją Dąbrowskiego, która to na próżno usiłowała pod Borysowem zatrzymać uderzającą na tyły Wielkiej Armii mołdawską armię Cziczagowa.